# Théorie du champ cristallin
La théorie du champ cristallin (crystal field theory en anglais) est une théorie développée dans les années 1930 qui décrit la structure électronique des complexes de métaux de transition. Ces composés sont pour la plupart des complexes de coordination ou des complexes organométalliques. Ce modèle permet d'expliquer leurs propriétés magnétiques, de spin, d'enthalpies d'hydratation ainsi que leurs couleurs. Cependant elle n'explique pas leur mode de liaison. Plus tard, elle fut combinée à la théorie des orbitales moléculaires pour donner naissance à la théorie du champ de ligands, plus complexe, qui décrit mieux la liaison métal-ligand au sein des complexes de métaux de transition.

## Hypothèses de la théorie

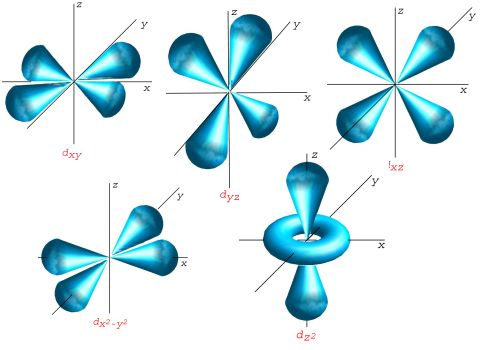
Représentation des cinq orbitales d.

Cette théorie a été développée par les physiciens Hans Bethe et John Hasbrouck van Vleck dans les années 1930. Elle est hybride et emprunte à la théorie classique de l'électrostatique ainsi qu'à la théorie quantique. Les interactions sont ainsi décrites en termes de répulsion des électrons présents dans les orbitales d de l'élément chimique de transition et des doublets d'électrons des ligands.
Les ligands sont considérés comme des charges ponctuelles et l'élément chimique de transition par ses seuls niveaux d et les électrons qu'ils contiennent.
Son objet est de décrire la configuration électronique, ou structure électronique, d'un complexe en la limitant aux seuls électrons présents dans les orbitales d.
Les orbitales d sont notées dxy, dxz, dyz, dx2−y2 et dz2, en référence aux axes Oxyz, ou d−2, d−1, d0, d1 et d2 en référence au nombre quantique magnétique mℓ (mℓ = −2, −1, 0, 1, 2).

## Levée de dégénérescence
La levée de dégénérescence des cinq orbitales d est due à l'abaissement de la symétrie entre un état formel de l'ion métallique considéré sans ligand, donc de symétrie sphérique, ce qui s'appelle l'ion libre, et l'état complexé de symétrie octaédrique, tétraédrique, etc. En symétrie sphérique, les 5 orbitales d (qui ne se différencient que par leur nombre quantique magnétique mℓ) sont dégénérées puisque l'énergie d'un atome polyélectronique ne dépend que des nombres quantiques principal n et secondaire ℓ. Il en est tout autre pour une symétrie plus basse.

### Levée de dégénérescence en symétrie octaédrique (notéeOh)

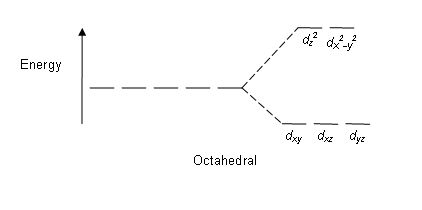
Levée de dégénérescence en symétrie octaédrique.

En symétrie octaédrique, les cinq orbitales d se retrouvent dans deux niveaux appelés t2g qui contient les orbitales dxy, dxz et dyz, et eg qui contient les orbitales dx2−y2 et dz2. Cela se démontre formellement par la théorie des groupes appliquée à la symétrie moléculaire : les étiquettes t2g et eg correspondent aux symboles de Mulliken T2g et Eg, ce sont celles des représentations irréductibles du groupe Oh qui laissent inchangées ces orbitales. Cela se comprend intuitivement en considérant la forme des orbitales d. Le niveau des orbitales t2g est d'énergie inférieure au niveau des orbitales eg car, conformément à l'hypothèse électrostatique, l'interaction, suivant les axes entre les orbitales dx2−y2 ou dz2, et les doublets d'électrons représentant les ligands, est répulsive, ce qui n'est pas le cas pour les trois autres orbitales dxy, dxz et dyz.
Le diagramme d'énergie des niveaux d de l'ion métallique (et donc du complexe puisque dans cette théorie seuls ces niveaux sont considérés) est donc réduit au niveau triplement dégénéré t2g (niveau inférieur) et au niveau doublement dégénéré eg (niveau supérieur).

### Levée de dégénérescence en symétrie prisme à base carrée (notéeD4h)
Cette symétrie peut être considérée comme un abaissement de la symétrie Oh à la suite d'une déformation sur l'axe Oz. La théorie des groupes permet de montrer que les cinq orbitales d se répartissent entre trois niveaux. Cela se comprend intuitivement à partir du diagramme d'énergie de la symétrie Oh auquel une perte de symétrie axiale conduit à lever la dégénérescence des orbitales dx2−y2 et dz2. Cette dernière est en effet moins déstabilisée que l'autre puisque l'interaction défavorable entre l'orbitale dz2 et les deux ligands pointant suivant l'axe Oz diminue à cause de l'éloignement de ces ligands et pas de ceux qui sont présents dans le plan Oxy.
La structure électronique de symétrie D4h est donc constituée d'un niveau trois fois dégénéré constitué des orbitales dxy, dxz et dyz, d'un niveau ne contenant que l'orbitale dz2 et du niveau de l'orbitale dx2−y2.

### Levée de dégénérescence en symétrie tétraédrique (notéeTd)

Le tétraèdre dans un cube.

La symétrie tétraédrique est, comme la symétrie octaédrique, une symétrie cubique, mais qui ne possède pas de centre d'inversion.
La théorie des groupes montre que les cinq orbitales d se répartissent en deux niveaux notés e, pour les orbitales dx2−y2 et dz2 et t2 pour les trois autres dxy, dxz et dyz. Les étiquettes e et t2 en symétrie tétraédrique diffèrent des étiquettes eg et t2g de la symétrie octaédrique par l'indice g (pour gerade, signifiant « pair » en allemand) indiquant la parité par rapport au centre de symétrie, centre absent en symétrie tétraédrique. Le niveau d'énergie e est inférieur au niveau t2 puisque les ligands ne pointent pas suivant les axes comme c'est le cas en symétrie octaédrique. Le diagramme d'énergie en symétrie tétraédrique est donc l'inverse de celui en symétrie octaédrique (voir tableau ci-dessous).

### Autres symétries
Les autres symétries peuvent être traitées de même, en déduisant de la théorie des groupes la façon dont la dégénérescence des cinq orbitales d est levée. Dans les cas usuels, les trois symétries Oh, D4h et Td rendent compte de la plupart des complexes rencontrées dans la pratique.
Les diagrammes d'énergie de quelques symétries plus rarement rencontrées sont donnés dans le tableau ci-dessous.
| Bipyramide pentagonale | Antiprisme carré       | Bipyramide trigonale |
| ---------------------- | ---------------------- | -------------------- |
|                        |                        |                      |
|                        |                        |                      |
| Plan carré             | Pyramide à base carrée | Tétraédrique         |
|                        |                        |                      |
|                        |                        |                      |

## Structure électronique des complexes
Les diagrammes d'énergie des orbitales d donnent la structure électronique d'un complexe dès que le nombre approprié d'électrons est réparti entre les niveaux.

### Champ fort / champ faible (ou bas spin / haut spin)

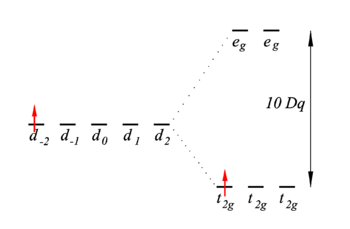
Configuration électronique d'un complexe octaédrique d1.

La répartition des électrons d de l'ion métallique dans les niveaux des orbitales répond au principe de Pauli et à la règle de Hund. Dans l'état fondamental, les électrons sont répartis dans l'orbitale la plus basse avec leur multiplicité de spin la plus grande (Règle de Hund). Dans les cas d1, d2, d3, d8 et d9, le principe de Pauli et la règle de Hund sont simples à respecter. Cela donne, dans le cas de l'ion d1, le diagramme d'énergie ci-contre.
L'écart entre les niveaux t2g et eg est le paramètre du champ cristallin et est noté 10Dq ou Δo suivant les auteurs. L'indice est la lettre o comme octaédrique (et non le chiffre 0).
En revanche, dans les cas d4 à d7, deux situations peuvent intervenir. Prenons l'exemple du cas d5 qui peut être (t2g)5 ou (t2g)3(eg)2. Les énergies de ces deux configurations électroniques se comparent en considérant de façon simplifiée (c'est propre à la théorie du champ cristallin) que dans la configuration (t2g)5 l'énergie est 5 fois celle du niveau augmentée de deux fois l'énergie d'appariement, notée P. Celle-ci est due à la présence de deux électrons dans la même orbitale, et cela dans deux orbitales. En revanche, l'énergie de l'autre configuration, (t2g)3(eg)2, ne présente pas cette énergie d'appariement, mais est augmentée de deux fois la différence d'énergie Δo.
Ces deux cas sont appelés champ fort ou spin faible (quand Δo > P) et champ faible ou spin fort (quand Δo < P). L'appellation champ fort considère la valeur de Δo alors que l'appellation spin faible considère le spin total de la configuration. Les diagrammes d'énergies dans les cas champ fort et champ faible sont respectivement :
|                                                                      |                                                                        |
| Diagramme d'énergie d'un ion d5, champ fort en symétrie octaétrique. | Diagramme d'énergie d'un ion d5, champ faible en symétrie octaétrique. |

### Spectroscopie électronique et couleur
La spectroscopie électronique, qui correspond aux spectres d'absorption en ultra-violet et en lumière visible, traduit les transitions entre niveaux électroniques. Dans le cas de la théorie du champ cristallin, il s'agit des transitions entre les niveaux des orbitales d (t2g et eg en symétrie Oh).
Pour qu'une transition soit permise, il faut au moins que la structure électronique de l'état fondamental et de l'état excité aient le même spin. Dans le cas contraire, la transition est interdite. Ceci s'appelle une règle de sélection et permet de prévoir la couleur des complexes.
Les configurations d5 en champ faible et d10 (couche saturée) sont les deux cas où la transition électronique n'est pas permise pour raison de spin. Il en résulte deux cas de complexes non colorés : ce sont les cas des complexes Mn(H2O)62+ ou ceux de tous les complexes du Zn(II). Toutes les autres situations conduisent à des transitions permises de spin. Les complexes correspondant sont colorés car l'écart d'énergie entre les niveaux d est dans le visible. Cela explique que la plupart des complexes des métaux de transition arborent de jolies couleurs tant en solution qu'à l'état cristallisé.
La prédiction des transitions permises, et donc celle du spectre d'absorption d'un complexe, peut se faire de façon qualitative à l'aide des diagrammes d'Orgel pour les complexes à haut spin, et des diagrammes de Tanabe-Sugano dans un cas plus général.

### Paramagnétisme
Le paramagnétisme est une propriété des molécules et des ions qui possèdent un ou plusieurs électrons célibataires. Cette propriété traduit un comportement de très faible attraction de l'échantillon vis-à-vis d'un champ magnétique. Les seules configurations électroniques des complexes de transition en symétrie Oh qui ne soient pas paramagnétiques sont les cas (t2g)6 et (t2g)6(eg)4, correspondant respectivement aux cas d6 champ fort (par exemple Fe(CN)64−) et d10 (par exemple les complexes du Zn(II)). Le paramagnétisme d'un échantillon se mesure avec une balance de Gouy, une balance de Faraday ou un magnétomètre à SQUID. La grandeur correspondant à cette notion est le moment magnétique, noté µ (il s'exprime en magnéton de Bohr, de symbole µB). Sa valeur, dans le cas des complexes des éléments de transition, est bien approximée par la formule du spin seul :
µ = √n ( n + 2 ) µB.
où n est le nombre d'électrons célibataires dans la structure électronique.
Cela se traduit par les cas :
- n = 1, soit µ = 1,7 µB. Exemple d1 comme Ti(H2O)63+ ;
- n = 2, soit µ = 3 µB. Exemple d2 comme V(H2O)63+ ;
- n = 3, soit µ = 4 µB. Exemple d3 comme Cr(H2O)63+ ;
- n = 4, soit µ = 5 µB. Exemple d4 comme Cr(H2O)62+ ;
- n = 5, soit µ = 6 µB. Exemple d5 comme Mn(H2O)62+.

Cette relation se démontre à partir de la formule de van Vleck. Son domaine d'application se limite en toute rigueur aux systèmes n'ayant pas de moment orbital (d'où son nom « spin seul »).

## Paramètre du champ cristallin
Le paramètre du champ cristallin permet de rendre compte de la différence entre les différents ligands qui, du point de vue de cette théorie, ne sont pas distingués. Tous les ligands sont, en effet, modélisés de la même façon, par le seul doublet d'électrons engagé dans la liaison avec le complexe. Le paramètre du champ cristallin est un paramètre empirique, inaccessible à cette théorie, qui se mesure par spectroscopie électronique. Il s'exprime généralement en cm−1. Il est donné par le maximum d'absorption de la transition électronique de plus basse énergie du complexe.
Le paramètre du champ cristallin dépend de plusieurs paramètres qui sont envisagés ci-dessous.

### Influence de la charge de l'ion métallique
Toutes choses égales par ailleurs (symétrie, ligand, élément métallique, etc.), le paramètre du champ cristallin est d'autant plus grand que la charge positive de l'ion est grande. Cela se traduit par le fait que, par exemple, Δo de Fe(H2O)63+ est plus grand d'environ 50 % que le Δo de Fe(H2O)62+.

### Influence du ligand
Toutes choses égales par ailleurs, le ligand possède une influence importante sur le paramètre du champ cristallin. Les ligands sont ainsi classés par influence croissante. Cette série de ligands est appelée la série spectrochimique. Cette série est intéressante parce qu'un ligand comme l'ion chlorure Cl− est plus faible que le ligand ammoniac NH3 quel que soit le cation métallique.
Les principaux ligands se classent ainsi, par influence croissante :
- ligands à champ faible : I−, Br−, Cl− ;
- ligands à champ intermédiaire : H2O ;
- ligands à champ fort : NH3, CN−, CO.

### Influence du nombre de ligands
Plus un complexe possède de ligands, plus le champ cristallin est fort. Ainsi, un complexe de géométrie tétraédrique, qui n'a que quatre ligands, sera toujours à champ faible.
Une règle empirique relie le paramètre du champ cristallin en symétrie tétraédrique Δt et son homologue en symétrie octaédrique Δo :
Δt = 4/9 Δo.
Cette relation se démontre dans le cadre de la théorie plus élaborée du recouvrement angulaire.

### Influence du cation métallique
Dans une même colonne du tableau périodique, le paramètre du champ cristallin augmente en descendant la colonne. Ainsi, un complexe de ruthénium (Ru) est à champ plus fort que le complexe du fer correspondant.

### Faiblesse de cette théorie
Le fait que le paramètre principal de la théorie du champ cristallin ne soit accessible qu'à l'expérience est une faiblesse de cette théorie. De plus, pour une théorie où l'influence électrostatique est grande dans les interprétations, avoir comme ligand à champ le plus fort CO qui ne porte pas de charge électrique est assez peu cohérent. Il faut prendre cette théorie pour ce qu'elle est : un outil empirique commode et performant sur le plan qualitatif. Cependant plusieurs de ses concepts importants, notamment la levée de dégénérescence due aux ligands, ont été conservés dans la théorie du champ de ligands, développée deux décennies plus tard par Griffith et Orgel, qui décrit mieux la liaison métal-ligand au sein des complexes de métaux de transition en faisant appel à la théorie des orbitales moléculaires.